# 異世界転移したのでチートを生かして魔法剣士やることにする
『異世界転移したのでチートを生かして魔法剣士やることにする』（いせかいてんいしたのでチートをいかしてまほうけんしやることにする）は、進行諸島による日本のライトノベル。2014年3月より『小説家になろう』にて連載が開始され、書籍版がGCノベルズ（マイクロマガジン社）より2015年10月から2017年7月まで刊行された。書籍版のイラストはともぞが担当。
メディアミックスとして、2020年7月より『マンガUP!』（スクウェア・エニックス）にてコミカライズの連載が開始されている。作画はなのら、構成は渡辺樹が担当。
2025年7月時点でシリーズ累計190万部を突破している。

## あらすじ
大学生である涼宮楓は大学の単位を取り終わり、ここぞとばかりに熱中している「メイザード・オンライン」を3日連続徹夜でプレイしている最中に寝落ちをしてしまう。次に目を覚ますと、そこは異世界であった。 
自身の素性がバレないよう「カエデ」と名乗り、冒険者となった。

## 登場人物
涼宮楓（すずみや かえで）
本作の主人公。21歳の大学生。人族の平均値を大幅に超える魔力量を有し、スキル「【異界者】」のランクが10であることにより身体能力やスキル習得率なども高くなっている。異世界では素性を怪しまれぬように記憶喪失ということにしておき、貴族と間違われないように名字を隠し「カエデ」とだけ名乗っている。
リア
エルフの幼女。本作のヒロイン的存在で楓のパートナー。魔力を持たない特殊な体質であるものの魔力操作の腕は天才的で、楓の膨大な魔力から放たれる魔法を敵に当てるなど戦闘において絶妙のコンビネーションを見せる。
サリエ
エインのギルドで受付嬢をしている少女。親しい人からはサリーと呼ばれている。町と森の移動中、魔物に襲われていたところを楓に助けられ知り合う。楓に異世界の通貨やギルドのシステム等を教えた。初めて出会った時から楓に特別なものを感じており、鑑定された楓のスキルを目の当たりにしてそれを確信した後、好みの顔であることもあって楓を自分の運命の人であると見定めている。
ドヴェラーグ
エインで武器屋を営むドワーフの男。自分が認めた客以外に武器を売る気のない変わった人物であるが、迷いこんで店に入ってきた楓の素質をすぐに見抜くなど見る目はある。また、楓に慢心するなとアドバイスするなど根は優しい。質のいい装備は自ら打っているが、楓から焼き入れを教わったことで更に質を向上させることとなった。
スミサ
鍛冶職人であるドワーフの少女。主に杖の製作が専門。盗賊に浚われそうになったところを楓に助けられるが、強制催眠を受けた影響でその時の記憶はないものの、楓の規格外の行動に興味を持ち、その後意気投合する。楓のアイディアを基にメタルリザードの外殻を使って魔力密度と強度を確保した杖に刃を付けて剣としても使える武器を作りあげた。

## 既刊一覧

### 小説
- 進行諸島（著）・ ともぞ（イラスト） 『異世界転移したのでチートを生かして魔法剣士やることにする』 マイクロマガジン社〈GCノベルズ〉、全5巻
  1. 2015年11月6日初版発行（10月30日発売[4]）、ISBN 978-4-89637-539-8
  2. 2016年4月28日発売[5]、ISBN 978-4-89637-564-0
  3. 2016年10月7日初版発行（9月30日発売[6]）、ISBN 978-4-89637-583-1
  4. 2017年3月3日初版発行（2月28日発売[7]）、ISBN 978-4-89637-616-6
  5. 2017年7月30日発売[8]、ISBN 978-4-89637-645-6

### 漫画
- 進行諸島（原作）・ともぞ（キャラクター原案）・渡辺樹（構成）・なのら（作画） 『異世界転移したのでチートを生かして魔法剣士やることにする』 スクウェア・エニックス〈ガンガンコミックス UP!〉、既刊12巻（2025年7月7日現在）
  1. 2020年9月7日発売[9][10]、ISBN 978-4-7575-6835-8
  2. 2021年2月5日発売[11]、ISBN 978-4-7575-7068-9
  3. 2021年7月7日発売[12]、ISBN 978-4-7575-7351-2
  4. 2021年11月6日発売[13]、ISBN 978-4-7575-7559-2
  5. 2022年4月7日発売[14]、ISBN 978-4-7575-7870-8
  6. 2022年9月7日発売[15]、ISBN 978-4-7575-8121-0
  7. 2023年2月7日発売[16]、ISBN 978-4-7575-8390-0
  8. 2023年7月6日発売[17]、ISBN 978-4-7575-8649-9
  9. 2023年12月7日発売[18]、ISBN 978-4-7575-8943-8
  10. 2024年6月7日発売[19]、ISBN 978-4-7575-9232-2
  11. 2024年12月6日発売[20]、ISBN 978-4-7575-9554-5
  12. 2025年7月7日発売[21]、ISBN 978-4-7575-9941-3